# اللج بن جهل (أسلم)

تعديل مصدري - تعديل

اللج بن جهل هي إحدى قرى عزلة أسلم الشام بمديرية أسلم التابعة لمحافظة حجة، بلغ تعداد سكانها 229 نسمة حسب تعداد اليمن لعام 2004.